# Malephora
Genre
Classification phylogénétique
Malephora est un genre de plante de la famille des Aizoaceae, originaire de l'Afrique méridionale.
Ce genre a été décrit par le botaniste britannique Nicholas Edward Brown, et publié dans The Gardeners' Chronicle, ser. 3 81: 12. 1927. L'espèce type est: Malephora mollis (Aiton) N.E. Br. (Mesembryanthemum molle Aiton)

## Description
Le genre Malephora est composé de plantes pérennes. Les feuilles sont succulentes, lisses, parfois cireuses, jusqu'à 6 centimètres de longueur, de section transversale triangulaire ou arrondie, en disposition opposée.
Les fleurs sont de forme tubulaire et poussent à l'aisselle des feuilles ou à l'extrémité des branches de la tige. Elles peuvent avoir plusieurs centimètres de largeur et jusqu'à 65 pétales étroits de couleur jaune, orange, rose ou pourpre. Le centre de la fleur présente des verticilles avec jusqu'à 150 étamines.
Le fruit est une capsule s'ouvrant quand elle devient humide, libérant de nombreuses graines.
Les espèces de ce genre sont utilisés parfois comme plantes ornamentales, en particulier Malephora crocea.

## Liste des espèces
- Malephora crassa (L.Bolus) H.Jacobsen & Schwantes
- Malephora crocea (Jacq.) Schwantes
- Malephora engleriana Dinter & Schwantes
- Malephora flavocrocea (Haw.) H.Jacobsen & Schwantes
- Malephora framesii (L.Bolus) H.Jacobsen & Schwantes
- Malephora herrei Schwantes
- Malephora latipetala (L.Bolus) H.Jacobsen & Schwantes
- Malephora lutea Schwantes
- Malephora luteola Schwantes
- Malephora mollis (Aiton) N.E.Br.
- Malephora monticola (Sond.) H.Jacobsen & Schwantes
- Malephora ochracea (A.Berger) H.E.K.Hartmann
- Malephora pienaarii van Jaarsv.
- Malephora purpureocrocea Schwantes
- Malephora smithii (L.Bolus) H.E.K.Hartmann
- Malephora thunbergii Schwantes
- Malephora uitenhagensis (L.Bolus) H.Jacobsen & Schwantes
- Malephora veruculoides Schwantes